# Vladas Mikėnas
Vladas Mikėnas (* 17. April 1910 in Reval, Gouvernement Estland, Russisches Kaiserreich; † 3. November 1992 in Vilnius) war ein litauischer Schachspieler.

## Nahschach
Mikėnas begann seine Schachkarriere in Estland und gewann dort 1930 durch einen Wettkampfsieg gegen Johannes Türn (+5 =1 −2) die Meisterschaft. Mit 21 Jahren siedelte er sich in Litauen an. Er spielte von 1931 bis 1939 bei allen fünf Schacholympiaden für seine neue Heimat (jeweils am ersten Brett), ebenso bei der inoffiziellen Schacholympiade 1936 in München.
Seine besten Turniererfolge waren Platz 4 in Ķemeri 1939, Platz 2 in Riga 1959 sowie der geteilte erste Platz in Lublin 1971. Zehnmal qualifizierte er sich für die Endrunde der sowjetischen Meisterschaft, sein bestes Resultat erzielte er bei der 13. UdSSR-Meisterschaft 1944, als er Platz 5 und 6 teilte.
Zwölfmal gewann er die Meisterschaft Litauens: 1933, 1934, 1935, 1937, 1938, 1945, 1947, 1948, 1961, 1964, 1965 (zusammen mit Anicetas Uogelė) und 1968 (zusammen mit Algimantas Butnorius). 1945 und 1965 gewann er die baltische Meisterschaft. Außer Konkurrenz mitspielend, gewann er 1946 die Meisterschaft der Georgischen Sozialistischen Sowjetrepublik.

## Fernschach
Ab 1963 spielte Mikėnas auch Fernschach. Hier holte er im Eberhard-Wilhelm-Cup mit der Mannschaft von Litauen die Goldmedaille.

## Ehrungen
Im Jahre 1950 verlieh ihm der Weltschachbund FIDE den Titel Internationaler Meister, 1987 erhielt er den Titel Ehren-Großmeister. 1978 verlieh ihm die ICCF den Titel eines Internationalen Fernschach-Meisters.

## Sekundant und Schiedsrichter
Zeitweise arbeitete Mikenas als Sekundant von Keres, beim Kandidatenfinale zwischen Kasparow und Smyslow 1984 und bei der Schachweltmeisterschaft 1985 zwischen Weltmeister Karpow und Kasparow fungierte er als Schiedsrichter.
Mikėnas’ letzte Elo-Zahl betrug 2405, allerdings spielte er nach 1979 keine gewertete Partie mehr. Seine höchste Elo-Zahl von 2410 erreichte er im Juli 1971. Vor Einführung der Elo-Zahlen war seine beste historische Elo-Zahl 2669 im Dezember 1945.
|   | a | b | c | d | e | f | g | h |   |
| 8 |   |   |   |   |   |   |   |   | 8 |
| 7 |   |   |   |   |   |   |   |   | 7 |
| 6 |   |   |   |   |   |   |   |   | 6 |
| 5 |   |   |   |   |   |   |   |   | 5 |
| 4 |   |   |   |   |   |   |   |   | 4 |
| 3 |   |   |   |   |   |   |   |   | 3 |
| 2 |   |   |   |   |   |   |   |   | 2 |
| 1 |   |   |   |   |   |   |   |   | 1 |
|   | a | b | c | d | e | f | g | h |   |

Das Mikenas-System in der Englischen Eröffnung
|   | a | b | c | d | e | f | g | h |   |
| 8 |   |   |   |   |   |   |   |   | 8 |
| 7 |   |   |   |   |   |   |   |   | 7 |
| 6 |   |   |   |   |   |   |   |   | 6 |
| 5 |   |   |   |   |   |   |   |   | 5 |
| 4 |   |   |   |   |   |   |   |   | 4 |
| 3 |   |   |   |   |   |   |   |   | 3 |
| 2 |   |   |   |   |   |   |   |   | 2 |
| 1 |   |   |   |   |   |   |   |   | 1 |
|   | a | b | c | d | e | f | g | h |   |

Die Mikenas-Variante der Nimzo-Indischen Verteidigung
Nach ihm ist das Mikenas-System (auch Flohr-Mikenas-System) in der Englischen Eröffnung benannt, das durch die Züge 1. c2–c4 Sg8–f6 2. Sb1–c3 e7–e6 3. e2–e4 entsteht, sowie die Mikenas-Variante in der Nimzo-Indischen Verteidigung: 1. d2–d4 Sg8–f6 2. c2–c4 e7–e6 3. Sb1–c3 Lf8–b4 4. Dd1–d3

## Familie
Vladas Mikėnas war verheiratet, sein Sohn Alius Mikėnas (* 1955) trägt den Titel eines Internationalen Fernschachmeisters.